# Richard Sennels
Richard Sennels (11. januar 1912 i Nakskov – 10. januar 2006 i Viborg) var en dansk organist og komponist.

## Karriere

### Organist
Sennels startede med at få undervisning af Gunnar Foss og senere Georg Søren Fjelrad (1901-1979). Sennels gik som privatist til organisteksamen hvor han blandt andet spillede Bachs Præludium og fuga i g-mol BWV 535. I 1936 blev han ansat som organist ved Nykøbing Mors Kirke. Sennels studerede i 1947 hos den franske komponist Marcel Dupré.
I 1949 blev Sennels ansat som domorganist ved Viborg Domkirke, i konkurrence med Rued Langgaard. Sidstnævnte indsendte en ansøgning på kun to linjer hvori der stod: “Undertegnede ansøger…” og så “Yderligere oplysninger: Se Kraks Blå Bog”. Richard Sennels var dog ikke tilfreds med det orgel med 42 stemmer som Daniel Köhne byggede i 1876 til kirken. Sennels havde blandt andet flere voldsomme diskussioner med den kendte organist Finn Viderø om orglets mangler. I 1966 blev et nyt 64 stemmers orgel indviet i kirken, og var et resultat af Sennels tætte samarbejde med orgelbyggeren Sybrand Zachariassen fra Marcussen & Søn.
Menighedsrådet i Viborg Domkirke var i efterkrigsårene præget af Indre Mission og den til tider reaktionære biskop Christian Baun. Dette betød at kirkemusikken ikke var højt på dagsordenen, og Richard Sennels måtte selv finansiere de musikaftener han arrangerede i Domkirken. Dette ændre sig i 1968 da den musikalske biskop Johannes W. Jacobsen overtog embedet efter Baun. Sennels var domorganist i 33 år, og spillede i 1982 afskedskoncert hvor han fremførte César Francks Trois Chorals. Han fortsatte dog med at give forskellige koncerter rundt omkring i landet.
Richard Sennels fungerede også som koncertanmelder, ligesom han underviste i sang og musik på Viborg Katedralskole. Han var medlem af Dansk Organist og Kantor Samfunds bestyrelse fra 1964 til 1982, heraf 15 år som næstformand og et år som formand (1980-81).

### Komponist
Sennels var en produktiv komponist ved siden af arbejdet som organist. Han komponerede flere store orgelværker som alle kan findes på Det Kongelige Bibliotek. Han komponerede også musik til tekster skrevet af kendte danske forfattere som Brorson, Steen Steensen Blicher, N.F.S. Grundtvig, B.S. Ingemann og Thomas Kingo, men også tekster af Valdemar Rørdam, Leonora Christina og hans nære ven, redaktør Aage V. Reiter fik sat musik af Sennels.
Han udgav i alt 3 plader på vinyl. Det ene var instrumentalt og bestod af egne værker fremført på orglet i Viborg Domkirke. De 2 sidste bestod af kirkesange sunget af Dorrit Basse og Hanne Gravgaard.

## Værker
- Laudes in tenebris (1985)
- Intrada – canzone – toccata (1983)
- Tre nocturni (1982)
- 3 Orgelpræludier (1982)
- Blicher-stemninger (1981)
- Gamle melodier til Kirkeårets tider (1981)
- Processio et Hymnius (1978)
- Pastorale primavera (1978)
- Regiones aestivae (1968)
- Quasi una Passacaglia
- Per organo manualiter
- Movimenti
- Åndelige sange
- Sange og viser
- At synge i kor
- Per coro unisono

## Privat
Sennels blev i 1953 gift med Elisabeth (1919-1986). Det fik sammen 2 sønner, Niels Jacob (-2011) og Bui (1955-2007). Niels Jacob gav Richard Sennels 2 børnebørn, begge drenge, hvoraf den ene er den tidligere professionelle fodboldspiller Asbjørn Sennels.
Richard Sennels døde dagen før sin 94-års fødselsdag. Han, hustruen og sønnen Bui er begravet i samme gravsted på Viborg Kirkegård.